# Hybridom

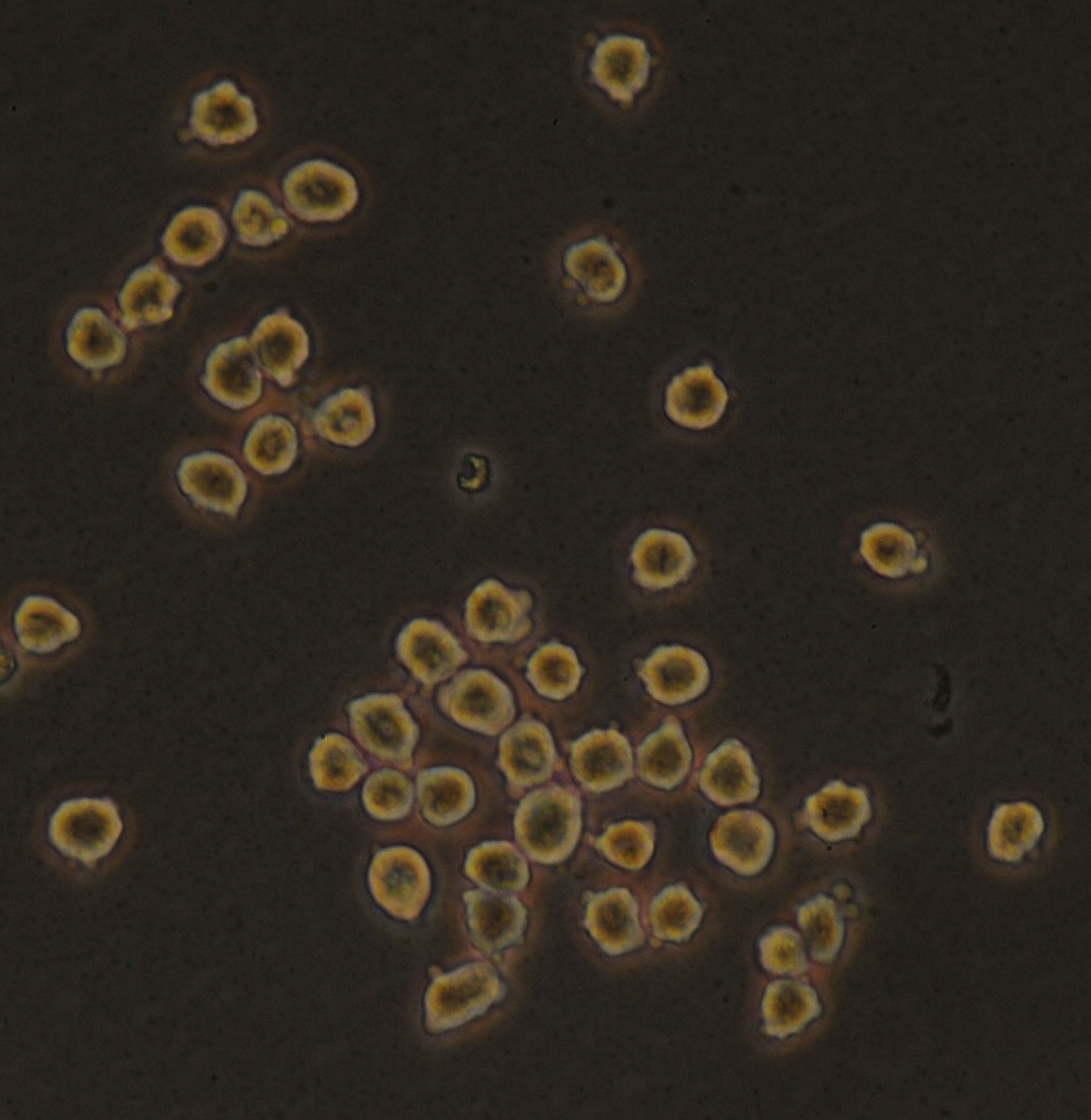
Odling av hybridomceller.

Hybridom är celler som har tillverkats för att producera en viss sorts monoklonal antikropp. Ett hybridom är en blandcell bestående av en B-cell som fuseras med en cancercell från ett myelom. 
Från odlade hybridomceller renas antikroppar fram som används för att göra vissa läkemedel.
Hybridomteknologi är den bioteknikmetod där Hybridomer skapas när två celler slås ihop och fungerar likt en hybrid. Hybridcellen fås genom att den har egenskaper från båda föräldracellerna och fungerar likt bägge två. Teknologin används när det behövs celler eller organismer med egenskaper som endast finns hos flera celler tillsammans och dessa egenskaper skall finnas i enbart en cell. 

## Monoklonala antikroppar
Monoklonala antikroppar produceras med hjälp av hybridomteknologi. Cellen har sitt ursprung i två andra celler, nämligen myelomcell och lymfocyt. Myelomcellen delar sig relativt fort då det är en cancercell och förökar sig okontrollerat. Lymfocyten är en vit blodkropp som producerar antikroppar, dock delar den sig långsamt vilket gör den svårodlad. Dessa två celler utgör tillsammans en perfekt kombination för produktionen för antikroppar, därför har en hybrid av dessa skapats.  
Hybridomteknologin används till andra celler också där det behövs en kombination av två olika celler för att producera det eftersökta ämnet. Det skapar nya arvsanlag och möjliggör en produktion av ämnen som länge varit eftertraktade. 